# Charles Jadoul
Charles Jadoul, né le 15 mai 1930 à Deurne (province d'Anvers) et mort le 29 décembre 1996 à Bruxelles (région de Bruxelles-Capitale), est un auteur de bande dessinée et journaliste belge.

## Biographie
Charles Jadoul naît le 15 mai 1930 à Deurne. Avec sa famille, il vient s'installer très jeune à Nivelles. Après des humanités classiques, il entreprend des études universitaires commerciales, qu'il abandonne au cours de sa deuxième année. Il s'adonne à la poésie et la lecture en véritable rat de bibliothèque où il développe sa culture personnelle et se met à la recherche d'un emploi. Il fait son entrée à Spirou en 1952 où il publie jeux, contes, nouvelles et rubriques rédactionnelles. Il fait une brève incursion dans le journal Tintin où il écrit une nouvelle pour Tibet en 1955 et une autre pour Fred et Liliane Funcken en 1956. Il devient secrétaire de rédaction chez Spirou en 1957,. Il est le journaliste de l'équipe, il écrit des articles sur tous les sujets. Il est l'auteur du tout premier mini-récit de l'histoire de Spirou : Polo et les satellites. Dans ce journal, il scénarise aussi plusieurs séries dans les années 1960 et 1970 : Michel et Thierry et Martin Lebart sur dessin de Arthur Piroton, Diégo et Docteur Gladstone sur dessin de Herbert. En 1966, il crée la série médiévale Arnaud de Casteloup, première bande dessinée réaliste de Derib qui vivra cinq récits complets de six ou cinq planches chacun suivi d’un épisode de quarante-quatre planches intitulé La Fille du braconnier, jusqu’en 1972 et qui seront compilés tardivement en deux albums : le premier dans la collection « Kaléïdoscope » chez Albin Michel en 1976 et le second dans la collection « Aventures » chez Bédéscope en 1980, l'intégrale est publiée chez Récréabull en 1987. Il quitte officiellement la rédaction de Spirou en 1968 pour se consacrer au journalisme et à l’écriture : la motivation vient à manquer car aucune de ses séries n’arrive à décoller. En 1970, il écrit le scénario d'un court récit de cinq planches The octopus pour Carlos Roque dans le no 1658.
C'est lui qui anime pendant de nombreuses années la rubrique « Jeux » sous différents pseudonymes dont Cary Page avec Geai et Mowgli en collaboration avec Eddy Paape de 1959 à 1965. Jadoul anime également Salut les cryptophiles en 1966-67, et prend pour alias L'émir Corad pour créer d'autres jeux arithmétiques dont Le Trioker pour Guy Bollen.
Selon Thierry Martens, ex-rédacteur en chef de Spirou, Charles Jadoul est « également traducteur de talent qui aime additionner les langues pour le simple plaisir de lire le texte dans la version originale. ». D'autre part, Jadoul adapte et traduit de nombreux livres pour enfants chez Dupuis dans les années 1960 et 1970,, ainsi qu'il se fait l'éditeur établi à Nivelles de l'auteur Millika Lwynn de 1970 à 1993. Pour les séries jeunesse Titou et Fanette ainsi que pour les collections « Raconte maman », « Voir et Savoir », « Ensemble » aux éditions Dupuis, il traduit de nombreux livres du danois et du suédois de 1969 à 1976.
C’est Charles Jadoul qui, dans les années 1980, émet l’idée de pourvoir l’Association Nivelloise Des Écrivains (ANDE) d’une revue périodique ; elle prend la dénomination de Pégase et son initiateur en est, jusqu’à sa mort, le premier éditeur.
Dans cette revue, il publie des poèmes dont Ballade repris dans le recueil La Ceinture de Poésie de Nivelles édité en 1985 par l'ANDE et Rif tout dju et des chansons dont La Yaya en décembre 1987. Il écrira encore d'autres poèmes publiés dans Pégase dont Fatima et illustré par Kiko.
Il meurt le 29 décembre 1996 à Bruxelles, à l'âge de 66 ans dans l'indifférence générale en décembre de la même année que Piroton, décédé en janvier.

## Œuvres

### Livres pour la jeunesse

#### Comme éditeur
- Robina Beckels Willson, Michou et le manège enchanté, traduit par Charles Jadoul, Charles Jadoul, Nivelles, 1970
- Ronald Bisset, Billie, chien de cirque, traduit par Charles Jadoul, Charles Jadoul, Nivelles, 1970
- John Randle, Le Ballon de grand-père, traduit par Charles Jadoul, Charles Jadoul, Nivelles, 1970
- Helen Cresswell, Un logis pour Jason, traduit par Charles Jadoul, Charles Jadoul, Nivelles, 1970
- Millika Lwynn, La Cloche du soir : souvenirs tunisiens, Pégase et Charles Jadoul, Nivelles, 1990
- Millika Lwynn, L'Éloquence sacrée au XIXe siècle Napoléon Ier, Lamennais, Lacordaire, Pégase et Charles Jadoul, Nivelles, 1992
- Millika Lwynn, Eveadas : carnet de voyage, Pégase et Charles Jadoul, Nivelles, 1992
- Millika Lwynn, Le Cube diamante, Pégase et Charles Jadoul, Nivelles, 1993.

#### Comme traducteur
- John Randle, Le Ballon de grand-père, Dupuis, coll. « Raconte maman », Marcinelle, 1969 (BNF 37615760)
- Robina Beckels Willson, Michou et le manège enchanté, Le Ballon de grand-père, Dupuis, coll. « Raconte maman », Marcinelle, 1969 (BNF 37615761)
- Bessie M. Hecht, La Grande famille des serpents, Dupuis, Marcinelle, s.d. (BNF 33039589)
- Gunilla Wolde, Titou..., Dupuis, Marcinelle, 1971 (BNF 34326560)
- Gunilla Wolde, Titou construit sa maison, Dupuis, Marcinelle, 1971 (BNF 43417501)
- Gunilla Wolde, Titou s'habille, Dupuis, Marcinelle, 1971 (BNF 43698871)
- Gunilla Wolde, Titou range sa chambre, Dupuis, Marcinelle, 1971 (BNF 43417502)
- Gunilla Wolde, Titou range sa chambre, Dupuis, Marcinelle, 1971 (BNF 43417502)
- Gunilla Wolde, Titou chez le docteur, Dupuis, Marcinelle, 1972 (BNF 43421874)
- Gunilla Wolde, Titou et Miquette, Dupuis, Marcinelle, 1974  (ISBN 2-8001-0341-8)
- Gunilla Wolde, Titou est petit, Dupuis, Marcinelle, 1974  (ISBN 2-8001-0339-6)
- Gunilla Ingves, L'Araignée, Dupuis, Marcinelle, 1976  (ISBN 2-8001-0506-2)
- Gunilla Ingves, La Coccinelle, Dupuis, coll. « Voir et savoir », Marcinelle, 1976  (ISBN 2-8001-0485-6)
- Gunilla Ingves, La Fourmi, Dupuis, Marcinelle, 1976  (ISBN 2-8001-0486-4)
- Gunilla Ingves, La Mouche, Dupuis, Marcinelle, 1976  (ISBN 2-8001-0487-2)
- Gunilla Ingves, Le Ver de terre, Dupuis, Marcinelle, 1976  (ISBN 2-8001-0488-0)
- Gunilla Wolde, Pour Fanette et Pierre rien n'est pareil, Dupuis, Marcinelle, 1975  (ISBN 2-8001-0406-6)
- Gunilla Wolde, Le Petit Frère de Fanette est malade, Dupuis, Marcinelle, 1976  (ISBN 2-8001-0360-4)
- Gunilla Wolde, Fanette chez le dentiste, Dupuis, Marcinelle, 1976  (ISBN 2-8001-0359-0)
- Gunilla Wolde, Fanette retourne à la crèche, Dupuis, Marcinelle, 1976  (ISBN 2-8001-0467-8)
- Kerstin Romare, Jeux de cailloux, Dupuis, coll. « Ensemble », Marcinelle, 1976  (ISBN 2-8001-0514-3)
- Kerstin Romare, Jeux de bouts de bois, Dupuis, coll. « Ensemble », Marcinelle, 1976  (ISBN 2-8001-0513-5)
- La Pomme de terre, Dupuis, Marcinelle, 1977  (ISBN 2-8001-0505-4)

#### Livres
: document utilisé comme source pour la rédaction de cet article.
- Jean Van Hamme, Introduction à la bande dessinée belge, Bruxelles, Bibliothèque royale de Belgique, 1968, 80 p., ill. ; 26 cm (lire en ligne), p. 29[catalogue] publié à l'occasion de l'exposition La bande dessinée en Belgique, Bibliothèque Albert Ier, [Bruxelles], du 29 juin au 25 août 1968.
- Jean Pirotte (dir.) et Luc Courtois, Du régional à l'universel. : L'imaginaire wallon dans la bande dessinée., Louvain-la-Neuve, Fondation wallonne Pierre-Marie et Jean-François Humblet, 1999, 310 p. (ISBN 978-2-9600072-3-7 et 2960007239, OCLC 1075833932), p. 232 lire sur Google Livres
- Jacques Fiérain, « Jadoul, Charles », dans La BD dans les provinces de Liège, Namur et Luxembourg, Charleroi, Éd. l'Âge d'or, 2004, 112 p., ill. ; 31 cm (ISBN 9782960019698, OCLC 470388297, présentation en ligne), p. 54. .
- Henri Filippini, « Jadoul, Charles », dans Dictionnaire de la bande dessinée, Paris, Bordas, 2005, 912 p., ill. ; 27 cm (ISBN 9782047299708 et 2047299705, OCLC 1009545288, présentation en ligne), p. 788.
- Philippe Mellot, Michel Denni, Laurent Turpin et Isabelle Morzadec, Trésors de la bande dessinée : BDM 2021-2022 - Catalogue encyclopédique et Argus, Paris, Les Arènes, novembre 2020, 22e éd., 1700 p., ill. ; 23 cm (ISBN 9791037502582, OCLC 1240308146, présentation en ligne), p. 71, 341, 733, 849. .

#### Articles
- M. Archive alias Thierry Martens, « Dossier Spirou : Qui est qui ? », Spirou (supplément), Dupuis, no 1652,‎ 11 décembre 1969, p. 4 (lire en ligne)
- M. Archive alias Thierry Martens, « Spirou Informations : La longue route », Spirou, Dupuis, no 2063,‎ 27 octobre 1977, p. 3 (lire en ligne)
- Gilles Ratier, « « Michel et Thierry » par Arthur Piroton et Charles Jadoul », BDzoom,‎ 4 octobre 2012 (lire en ligne, consulté le 2 novembre 2022)
- Hugues Dayez, « Les Aventures d'un journal : Les jeux de patate et Tatou », Spirou, Dupuis, no 4152,‎ 8 novembre 2017, p. 40.